# シニオラ内閣
シニオラ内閣はレバノンのフアード・シニオラ首相が2005年7月19日に組閣し2009年11月9日まで続いた内閣である。
| 職名                 | 氏名                         | 宗派                     | 政党                               |
| -------------------- | ---------------------------- | ------------------------ | ---------------------------------- |
| 首相                 | フアード・シニオラ           | スンナ派                 | 未来運動                           |
| 副首相兼国防大臣     | イリヤース・ムッル           | ギリシャ正教             | ムッル党                           |
| 外務大臣             | ファウズィー・サッルーフ     | シーア派                 | ヒズボラ                           |
| 環境大臣             | ヤアクーブ・サッラーフ       | ギリシャ正教             | ラフード党                         |
| 観光大臣             | ジョゼフ・サルキース         | マロン派                 | レバノン軍団                       |
| 教育・高等教育大臣   | ハーリド・カッバーニー       | スンナ派                 | 未来運動                           |
| 経済通商大臣         | サーミー・ハッダード         | プロテスタント           | 未来運動                           |
| 公共事業運輸大臣     | ムハンマド・サファディー     | スンナ派                 | 未来運動                           |
| 工業大臣             | ピエール・ジュマイイル       | マロン派                 | ファンラヘ党                       |
| 財務大臣             | ジハード・アズウール         | マロン派                 | 未来運動                           |
| 社会問題大臣         | ナーイラ・ムアウワド         | マロン派                 | クルナト・シャフワーン会合ブロック |
| 情報大臣             | ガーズィー・アリーディー     | ドゥルーズ派             | 社会進歩党                         |
| 青年スポーツ大臣     | アフマド・ファトファト       | スンナ派                 | 未来運動                           |
| 通信郵便大臣         | マルワーン・ハマーダ         | ドゥルーズ派             | 社会進歩党                         |
| 電力水資源大臣       | ムハンマド・フナイシュ       | シーア派                 | ヒズボラ                           |
| 内務地方行政大臣     | ハサン・サブア               | スンナ派                 | 未来運動                           |
| 難民大臣             | ニウマ・トゥウマ             | ギリシャ・カトリック教会 | 社会進歩党                         |
| 農業大臣             | タラール・サーヒリー         | シーア派                 | アマル                             |
| 文化大臣             | タラール・ミトリー           | ギリシャ正教             | 無党派                             |
| 保健大臣             | ムハンマド・ハリーファ       | シーア派                 | アマル                             |
| 法務大臣             | シャルル・リズク             | マロン派                 | 無所属                             |
| 労働大臣             | トゥラード・ハマーダ         | シーア派                 | ヒズボラ                           |
| 行政改革担当国家大臣 | ジャーン・オガーサービヤーン | アルメニア正教           | 未来運動                           |
| 国民議会担当国家大臣 | ミシェル・フィルアウン       | ギリシャ・カトリック教会 | 未来運動                           |